# Richard Hearne
Richard Lewis Hearne (30 de enero de 1908 – 23 de agosto de 1979) fue un actor, humorista, productor y guionista televisivo de nacionalidad británica, famoso por interpretar en el teatro y en la televisión a Mr Pastry.

## Biografía
Nacido en Norwich, Inglaterra, sus padres eran Richard y Lily May Hearne. Su padre descendía de una familia dedicada al teatro, y su madre, además del teatro, también era acróbata. 
Hearne trabajó de manera discontinua para la BBC a lo largo de treinta años, siendo el primer artista en ser reconocido como una "estrella televisiva", además del primero en tener una serie televisiva propia. La serie, en blanco y negro y con el tema musical "Pop Goes The Weasel", tenía episodios de 25 minutos de duración en los cuales Hearne encarnaba a "Mr Pastry" – un viejo con un mostacho de morsa, vestido con traje negro o impermeable y con un bombín. En el show también actuaba Jon Pertwee.
El personaje de Mr Pastry se había originado en el espectáculo teatral de 1936 Big Boy, en el cual actuaba junto a Fred Emney. Ese show dio origen a un film sobre Mr Pastry, aunque en el mismo el personaje era una figura patética totalmente diferente a la figura cómica de la serie televisiva.
Hearne actuó en 1954 en los Estados Unidos en el programa Ed Sullivan Show, colaboración que continuó con frecuencia a partir de entonces.
Tras dejar la serie Jon Pertwee la serie de la BBC Doctor Who, Hearne fue entrevistado para asumir el papel vacante, pero un desacuerdo en el modo de encarnar el personaje (quería interpretar al Doctor como a Mr. Pastry) hizo que el productor, Barry Letts, ofreciera finalmente el trabajo a Tom Baker.
En 1963 Hearne fue nombrado presidente de la organización caritativa Lord's Taverners, consiguiendo financiación para cientos de piscinas de hidroterapia. Gracias a su trabajo benéfico, en 1970 fue nombrado miembro de la Orden del Imperio Británico.
Richard Hearne falleció en Bearsted, Inglaterra, en 1979, a los 71 años de edad. Le sobrevivieron su esposa y dos hijos. Fue enterrado en el cementerio de la villa de Platt, cerca de Borough Green.

## Selección de su filmografía
- Passport to Pimlico (1949)
- Helter Skelter (1949)
- Captain Horatio Hornblower (1951)
- Madame Louise (1951)
- Miss Robin Hood (1952)
- The Time of His Life (1955)
- Tons of Trouble (1956)